# Mistrzowie strongman: Hiszpania
Mistrzowie strongman: Hiszpania (El Hombre Más Fuerte de España) – doroczne, indywidualne zawody siłaczy, organizowane w Hiszpanii.

## Mistrzowie
| Rok  | Mistrz              |
| ---- | ------------------- |
| 1999 | Israel Garrido      |
| 2000 | Israel Garrido      |
| 2001 | Israel Garrido      |
| 2002 | nieznany            |
| 2003 | nieznany            |
| 2004 | nieznany            |
| 2005 | Pedro Moriana Piña  |
| 2006 | Jacek Krajewski     |
| 2007 | Juan José Díaz      |
| 2008 | nieznany            |
| 2009 | Juan Carlos Heredia |